# 北海道教職員組合
北海道教職員組合（ほっかいどうきょうしょくいんくみあい、略称：北教組（ほっきょうそ））は、北海道の公立小学校、公立中学校、高等学校、特別支援学校、幼稚園に勤務する教職員で構成される労働組合（職員団体）である。政治的左派の立場を取った教育・政治活動を行ってきた。かつては全国の教組で日本共産党支持の教職員らも唯一内包したことで100%に近い高い組織率であり、北海道内の教育・政治活動に強い影響力を持っていた。道内の各市区町村の地方議員に組織内議員、組織出身の国会議員を多数輩出してきた。2010年5月時点で加入者は約1万9千人、組織率は34.2％。
旧社会党系の日本教職員組合（日教組）、日本労働組合総連合会北海道連合会（連合北海道）に加盟している。
高校の教職員から組織された北海道高等学校教職員組合連合会(高教組)、北教組による1990年の連合加盟で日教組傘下の北教組を離脱した日本共産党系の幼・小・中の教職員から組織された全日本教職員組合（全教）傘下の全北海道教職員組合（道教組）は共産党系で別組織である。

## 概要
北海道教育委員会（道教委）によると、公立の小中学校教諭を中心に約1万9,000人が加入し、組織率は34.2%（2009年10月現在）。道内の教職員組合の中では最大の組合員数を誇り、「管理職を除いた小中学校の教諭では7～8割が組合員」とされ、「非常に力が強い組織」と評されている。1990年、連合発足に伴い北教組も連合北海道に加盟したが、共産党系組合員が中心となって、共産党系が主導権を持っていた六支部・高校部のうち根室支部・釧路支部・宗谷支部・檜山支部の四支部（それ以外の二支部については北教組支持派が役員選挙で勝利し支部としての離脱を阻止している）と高校部が北教組からの離脱を決め、全教加盟の全北海道教職員組合（道教組）を結成したことにより、共産党系組合員が一気に脱退している。
北教組はこれに対抗し、離脱した四支部・高校部を再建し、離脱組織との間で組合員の争奪戦が行われた。
2008年、道教委が、北教組・道高教組との間で取り交わしていた労使協定破棄を通告して以後、事実上、勤務条件以外の事項に関して交渉できない状態となっており、組合の要求実現能力が極端に低下している。
「子どもを再び戦場に送らない」のスローガンのもと、教育現場の自律性と政治権力からの不当な干渉に対峙するとする運動を行っている。道教委による各種調査の業務返上行為や道教委が展開する事業の一部への反対意思表明（後述調査拒否、違法ストライキ、自動体外式除細動器導入反対など）は、職務怠慢との指摘もあるが、教職員の多忙化を防ぐため、教育現場の自律性を守るため、児童・生徒の健康を守るための活動であるとしている。
北教組に限らず、労働組合の組合員は組合活動ばかりやって、やるべき仕事をやっていないとの見方があるが、楽をするための組合ではなく、教育の専門職として仕事に専念できるよう子供とかかわる時間の確保を求めているとしている。また、組合員となっている教職員の多くは互助組織としての利便性を享受する目的で加入している面がある。
かつて、北教組中央委員会は社会党の有力支持組織であったが、現在は立憲民主党と主な協力関係を持っている。

## 活動・主張

### 主任制反対
1975年の学校教育法施行規則改正により導入された主任制は、「教員に対する管理体制の強化であり、手当を支給し管理職意識を植え付ける事により、組合組織の弱体化を図るものである」と主張。1981年2月24日には、それまで支給された組合員の主任手当およそ1億1千万円を道教委に返還するものの、道教委はそれを拒否。互いに押し付けあうという騒動が起こっている。
1989年、道教委と北教組によって主任制解決案の合意を見たが、その直後に当時の西岡文部大臣が、合意案の撤回を道教委に求め、結局北海道方式の主任制は実現に至らなかった。
それ以降も北教組は組合員の主任手当相当額を毎月徴収し、道教委に返還する運動を2007年まで続けていたが何れも拒否されている。北教組側は「道教委に返還拒否された金は金融機関に預けている」と説明している。
2013年、北教組中央委員会は、主任手当の活用に関して高校進学時に給付する「返還義務なし」奨学金制度をスタートさせた。これは「主任手当」を原資として、経済的に厳しい世帯の子どもたちの進学をサポートすることを目的としている。2014年入学者向けの募集人数は250人で、北海道内の高校に進学を希望する道内の中学校に在籍している中学3年生を対象とした。3月下旬より各対象者家庭に10万円を支給したとされる。希望者が募集人員を超えたため、希望したものの、支給がかなわなった家庭が生じた。
主任の命課は、市町村の学校管理規則（校内組織）に基づき、通常入学式の前日までに行われる。校長の命課の後、組合員より命課返上の申し出があるが、実質的に各主任は位置づけられ、校長により主任が機能されている。主任制反対から派生したかつての国旗国歌強制反対の取り組みも形骸化しており、卒・入学式にかかわる提案は、教務（主任）や管理職からなされ、ほとんどの学校で「式次第」に「国歌斉唱」が含まれている。

### いじめの実態調査への協力返上
滝川市小6いじめ自殺事件をきっかけとして、北海道教育委員会が2006年12月、いじめの実態調査を実施したが、北教組の執行部が21ヶ所の支部に対して、調査の項目について問題があるとして調査に協力しないよう指導していたことが、2007年1月に報道された。
その後も同種の項目があるいじめ実態調査への協力拒否を強く打ち出しているが、道教委によって実施されている。北教組中央委員会は、この手の調査の多くがそうであるように道教委はアリバイ的（北海道議会対策として）にいじめ調査を実施している面があり、実態がどうあれ、いじめの申告件数を減らすことを現場に求めるだけに過ぎないとしている。

### AEDの学校への設置反対
AED（自動体外式除細動器）の学校への配置について2007年定期大会で「一方的な導入に反対する」との方針を表明した。反対理由については以下を挙げ、講習の強要などの問題が生じているとした。
- 配備より、学校の安全体制づくりなどが主体
- AEDは医療行為であり有効性、必要性、安全性に疑問がある

また北教組執行部は「AEDはまれに火災を起こす」とした。

### フッ素洗口反対
虫歯予防のために進めるフッ素洗口について、日弁連や日本消費者連盟とともにユニセフの見解等をふまえ、集団フッ素洗口に反対している。

### 竹島問題に関して
2008年11月28日に機関紙「北教」で、「竹島問題は韓国の主張が正しく、島根県などが竹島の領有権を求める行為は、日本の侵略・植民地支配を正当化する不当極まりないものである」などと主張したとして、拓殖大学教授の下條正男は「竹島が韓国の領土で日本の領土でないという歴史的見解を示せ」という趣旨の公開質問状を示して批判した。

### 国旗国歌の反対
2010年3月4日付けの産経新聞にて 、北教組日高支部において国旗・国歌の入学式や卒業式への実施に「『日の丸君が代』強制に反対するとりくみについて」という取り組みマニュアルを配布していたことが報じられた。これに対し川端達夫文部科学大臣は学習指導要領から国旗国歌を大事にと指導しており、北海道教育委員会と連携して公務員である教職員への指導すると述べた。また、北教組日高支部が国会で北教組のヤミ専従を批判した議員を呼び捨てにして批判する文書を配布していた、自民党馳浩議員は2010年3月17日の衆議院文部科学委員会でこの文書について「こういうのを蛙の面に小便というんです」と評した。

### ストライキ
特に1970年代から1980年代にかけて度々ストライキを実施しており、道教委から処分を受けている。処分を受けた一部組合員らは、「労働争議を禁じた地方公務員法は労働者の団体交渉権などを保障した憲法に違反している」として、処分の取り消しを求め提訴したものの、2006年7月8日、最高裁は「地方公務員の争議行為を禁じた地方公務員法の規定は違憲ではない」として訴えを退けている。その後、2008年には「政府が公務員にストライキ権を含む労働基本権を与えないのは条約違反だ」として、国際労働機関に提訴している。
- 1969年 - 組合員の教諭・事務職員53人がストライキを実施。戒告処分を受ける。
- 1977年5月19日 - 全1日ストライキを実施。北海道警察は当時の委員長ら幹部3人を地方公務員法違反で検挙。組合員約2万3000人が道教委から処分を受ける。
- 1981年 - 役員9人がストライキを実施。停職1か月の懲戒処分を受ける。
- 1984年 - 人事院勧告の早期完全実施を求め、2時間の「公務員共闘」統一ストライキを実施。
- 2001年 - 労使協定（四六協定）撤廃を巡り、29分間の時限ストライキを実施。
- 2008年 - 査定昇給制度導入などを巡り、1時間の時限ストライキを実施。約1万2700人が戒告または減給処分となった。

## 不祥事

### 政治資金規正法違反
2009年の第45回衆議院議員総選挙において、民主党の小林千代美（北海道第5区選出）を支持、結果、当選した。2010年2月15日、本組合が「選挙対策費用」として小林陣営に1600万円を渡したことに関して、札幌地検が「政治資金規正法第21条違反の疑いがある」として、本組合本部や、選挙対策委員長を務めた本組合委員長代理の自宅マンションなどへのを家宅捜索をおこない、3月1日には本組合の委員長代理、書記長、会計委員と小林陣営の会計担当であった自治労北海道財政局長の4名を逮捕した。また、両罰規定により、団体としての本組合も起訴された。日刊ゲンダイは、「献金した手続きが順当であれば、労働組合が政党や政党支部、政治資金管理団体に献金することは違法行為ではない。」「1600万円とされた金額自体も選挙資金としてみればごく少額である。」「微罪と受け取れる側面もあったが、札幌地検は50名もの係官を派遣し、適宜検察のリークもあって、マスコミはこの事件に飛びついた」と主張した。一連の検察の動きに対し、日刊ゲンダイは政治評論家の本澤二郎の見解として「捜査当局と大手マスコミによる民主党潰しであろう」と報じた。この件に対し本組合は「不当な組織弾圧」と表明した。また、読売新聞は、事件には言及せず「外部からの問い合わせには一切答えないように」と道内支部に対しかん口令を敷いたと報じている。
北教組は「政治的行為の自由を過度に規制するもので人権侵害。指導要領の徹底は教職員の思想・良心の自由、ひいては子どもの教育を受ける権利を侵害する」と反発し、道内の教職員計約6300人が北海道の4弁護士会に人権救済を申し立てた。
2010年8月札幌市内の北教組定期大会にて、小林への不正資金提供による政治資金規正法違反罪で有罪が確定した長田秀樹委員長代理が「事件で北教組が問われ、子供や保護者との信頼関係を損ねる事態となったことを深くおわびする」と謝罪した。
これを受けて、会計検査院が北教組のヤミ専従への調査が行われることになった。

### 四六協定とヤミ専従
- 1971年（昭和46年）に、北教組・道高教組（北海道高等学校教職員組合連合会）と道教委との間で結ばれた労使協定（通称・四六協定）は、「勤務条件にかかわるものはすべて交渉事項とする」「長期休業中の帰省の場合は自宅研修扱いとすること」など公務員である教職員らに民間ではあり得ない特権的な権利や政治的活動の時間を保全する文言が含まれていた。そのため、違法な専従で職務を果たさずに自身の思想に基づく活動を優先する教師が北海道で協定前より激増した。
- 2001年 - 道教委が違法性が高いと判断した大部分を破棄。それに抗議した北教組側はストライキを実施。
- 2007年 - 「道教委が全面破棄を検討 高橋知事も道教委を全面支持」と読売新聞によって報道される[25]。
- 2008年 - 「四六協定破棄を道教委正式提示 北教組反発」と報じられる[26]。同年12月26日、道教委の吉田洋一教育長は「時間をかけ、誠意をもって交渉してきた。これ以上、議論を続けるのは難しい」と破棄を通告。北教組委員長は、「不当通告に屈せず、協定は存在するという思いで、子供の側に立つ教育をしたい」と述べた[27]。翌12月27日失効。
- 2010年-9月19日に民主党北海道6区から出馬した小林千代美前衆院議員陣営に北教組が違法に資金を提供した政治資金規正法違反事件のために、北海道教職員組合（北教組）で勤務時間中の組合活動や法令違反が相次いでいたことが発覚。会計検査院が北海道を含む20前後の道府県の教職員組合に対し、勤務時間中に無許可で組合活動を行う「ヤミ専従」の有無などに関する調査を行う方針だと報道された。公立学校の教職員給与は、国が3分の1を補助してきたが、これまで会計検査院はヤミ専従に関する本格的な調査をしたことがなかった。産経新聞によると、調査は近く行われる見通しであり、調査の対象は問題となった北海道の他、岩手、大阪、兵庫、奈良、広島、愛媛、高知、鹿児島、沖縄など計20前後の道府県の教職員組合にのぼる予定と報道された。教職員の給与には、国庫負担金として国税が入っているため、調査でヤミ専従や違法な政治活動が指摘された場合、会計検査院は国庫負担金の返還を求める方針であり、返還金の規模は数億円にのぼる予定である[28]。しかし、輿石東議員の影響で山梨県は除外され、民主党政権圧力で会計検査院局長退任・調査対象はわずか4県(北海道、石川県、鳥取県、沖縄県)に減らされた。調査された4年間分だけで北海道の教職員による職務専念義務違反対象の給与が172校647人の約703万800円分であった。四年間分の調査で北海道教職員組合は、図書館での文献調査等の「校外研修をしていた」との記載日が休館日だったなど「明らかなヤミ研修」が59校119人、193回、1429時間分発覚した。しかし、検査結果を報じたメディアは産経新聞くらいだったことで教職員組合問題が尻すぼみとなった。デイリー新潮は、一切報じないメディアは、「教職員組合のヤミ専従に加担している」と言われても仕方ないと批判している[19]。
- 2011年 - 「四六協定」の破棄を認めず、北教組は支部・支会・分会単位での特権維持を求める取り組みの継続を行っている。特に長期休業中の自宅研修、図書館での校外研修について、研修の権利の承認の要求を継続している。勤務時間中の組合活動や法令違反が相次いでいる問題に関連し、勤務時間中に無許可で組合活動を行う「ヤミ専従」の有無などに関する本格的な調査に初めて踏み切った。2011年度当初に実施された会計検査院の勤務実態調査は、研修場所を図書館としていた校外研修計画書・報告書の期日が図書館休館日であり、北教組所属の教職員らが嘘の報告をしていた証拠を押さたことを明らかになった。研修報告が、教材研究など数行の記述であったり、成果物も本のコピー1枚であるなど、研修の実態を伴わないものだったことから、勤務実態調査は、同年10月全道を対象とした調査へと移行した。公立学校の教職員に支給される給与は、国が義務教育費国庫負担金として3分の1を補助しているため、調査時期のヤミ専従分だけで、勤務時間中に活動していたのに不当に北教組の教師らに支払われた「給与」に対する国への返還金の規模は数億円に上っている[28]。

## 関連人物
- 横路節雄
- 池端清一
- 横路孝弘
- 道下大樹
- 鉢呂吉雄
- 本多平直
- 山内恵子
- 池田隆一
- 小林千代美
- 勝部賢志